# Mocoví (langue)
Cet article concerne la langue mocoví. Pour le peuple, voir Mocoví.
Le mocoví ou moqoit est une langue waykuruane parlée en Argentine dans le Nord des provinces de Santa Fé et de Chaco par 7 000 Mocoví.

## Écriture
| a | c | ch | d  | e | g | h  | hu | i | j | l | ll | m | n | ñ |
| o | p | q  | qu | r | s | sh | t  | u | v | x | y  | ỹ | ’ |   |